# Schachzjor-Stadion
Das Schachzjor-Stadion (belarussisch Стадыён Шахцёр; russisch Стадион Шахтёр; шахцёр / шахтёр ‚Bergmann‘) ist ein Mehrzweckstadion in der belarussischen Stadt Salihorsk. Der Komplex verfügt über einen Rasenplatz und Leichtathletikanlagen. 3000 Zuschauer finden im Schazjor-Stadion Platz. Der FK Schachzjor Salihorsk trägt dort gelegentlich seine Heimspiele aus; meistens tritt der Verein im Stroitel-Stadion, das sich etwa ein Kilometer nordöstlich befindet, an. So fanden in der Saison 2013 die Partien gegen den FK Homel (0:1), gegen FK Dinamo Brest (5:0), gegen Torpedo Schodsina (2:1), gegen FK Slawija-Masyr (2:1), gegen den FK Minsk (4:1) und gegen den FK Homel (1:2) im Schachzjor-Stadion statt.
Im Schachzjor-Stadion gab es bislang keine internationalen Fußballbegegnungen. In der Zeit, als das Stroitel-Stadion noch nicht zur Verfügung stand, wich der FK Schachzjor nach Minsk aus.